# Епархия Гранады (Никарагуа)

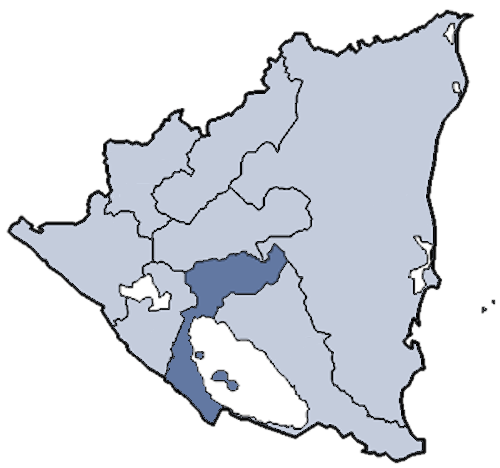
Карта епархии Гранады

Епархия Гранады (лат. Dioecesis Granadensis) — епархия Римско-Католической церкви с центром в городе Гранада, Никарагуа. Епархия Гранады распространяет свою юрисдикцию на департаменты Боако, Гранада и Ривас. Епархия Гранады входит в митрополию Манагуа. Кафедральным собором епархии Гранады является церковь Успения Пресвятой Девы Марии.

## История
2 декабря 1913 года Святой Престол учредил епархию Гранады, выделив её из епархии Леона.
21 июля 1962 года епархия Гранады передала часть своей территории для возведения новой епархии Хуигальпы.

## Ординарии епархии
- епископ José Candida Piñol y Batres (10.12.1913 — 10.07.1915);
- епископ Canuto José Reyes y Balladares (12.07.1915 — 3.11.1951);
- епископ Marco Antonio García y Suárez (17.03.1953 — 11.07.1972);
- епископ Leovigildo López Fitoria (7.07.1972 — 15.12.2003);
- епископ Bernardo Hombach Lütkermeier (15.12.2003 — 11.03.2010);
- епископ Jorge Solórzano Pérez (11.03.2010 — по настоящее время).

## Источник
- Annuario Pontificio, Libreria Editrice Vaticana, Città del Vaticano, 2003, ISBN 88-209-7422-3